# Teatro Solís
Il Teatro Solís è il teatro principale di Montevideo, capitale dell'Uruguay. Si affaccia sulla centralissima plaza Independencia, nella zona della città vecchia.

## Storia
Nel 1840 si costituì a Montevideo una società di azionisti con lo scopo di dotare la città di un teatro d'opera adeguato alla sua importanza. Il progetto del teatro fu affidato in un primo tempo all'esule reggiano Carlo Zucchi, architetto e nipote del generale napoleonico Carlo Zucchi, a cui l'opera viene generalmente attribuita nonostante i rimaneggiamenti successivi.
Una commissione affidò infatti, già nel 1841, la prosecuzione del progetto all'architetto Francisco Javier de Garmendia a causa dell'eccessiva onerosità attribuita al grandioso progetto di Carlo Zucchi.
Dopo lo stallo decennale causato dalla guerra civile uruguaiana, conflitto che coinvolse dal 1841 al 1851 Uruguay, Argentina, Impero del Brasile, Francia e Gran Bretagna, il teatro venne finalmente ultimato e inaugurato il 25 agosto 1856.
Nel 1998 il governo dell'Uruguay diede inizio ai lavori di restauro e ristrutturazione, conclusi con una nuova inaugurazione il 25 agosto 2004.
Nel corso della sua storia, fino alla chiusura nel 1998,  presso il teatro si erano esibiti artisti internazionali del calibro di Arthur Rubinstein, Claudio Arrau, Wanda Landowska, Robert Casadesus, Jascha Heifetz, Andrés Segovia, Rudolf Firkušný, Friedrich Gulda e Maria Tipo. Fra i numerosi ballerini e ballerine che hanno calcato il suo palco si ricordano: Anna Pavlova, Isadora Duncan, Vaclav Nižinskij, Antonia Mercé, Pastora Imperio, Alicia Markova, Natalija Bessmertnova e Vladimir Vasil'ev.
Dopo la riapertura ha ricominciato a offrire un'ampia varietà di spettacoli di vario genere, dal teatro alla musica moderna, ospitando ad esempio il celebre gruppo di rock uruguayano La Triple Nelson per la registrazione del disco Ciento 3 nel febbraio del 2011 e nuovamente per il concerto celebrativo del ventennale di carriera nel 2016.